# Cristopher Nihlstorp
Cristopher Nihlstorp (* 16. Februar 1984 in Malmö) ist ein schwedischer Eishockeytorwart, der seit 2020 bei Rungsted Seier Capital in der Metal Ligaen unter Vertrag steht.

## Karriere
Cristopher Nihlstorp begann seine Karriere als Eishockeyspieler in seiner Heimatstadt in der Nachwuchsabteilung der Malmö Redhawks, für deren Profimannschaft er von 2003 bis 2006 aktiv war – zunächst in der Elitserien und nach dem Abstieg 2005 in der zweitklassigen HockeyAllsvenskan. Zur Saison 2005/06 wechselte der Torwart innerhalb der HockeyAllsvenskan zu Rögle BK. Mit Rögle stieg er in der Saison 2007/08 in die Elitserien auf. Er selbst hatte als Torwart mit der besten Fangquote der Liga maßgeblichen Anteil an diesem Erfolg.

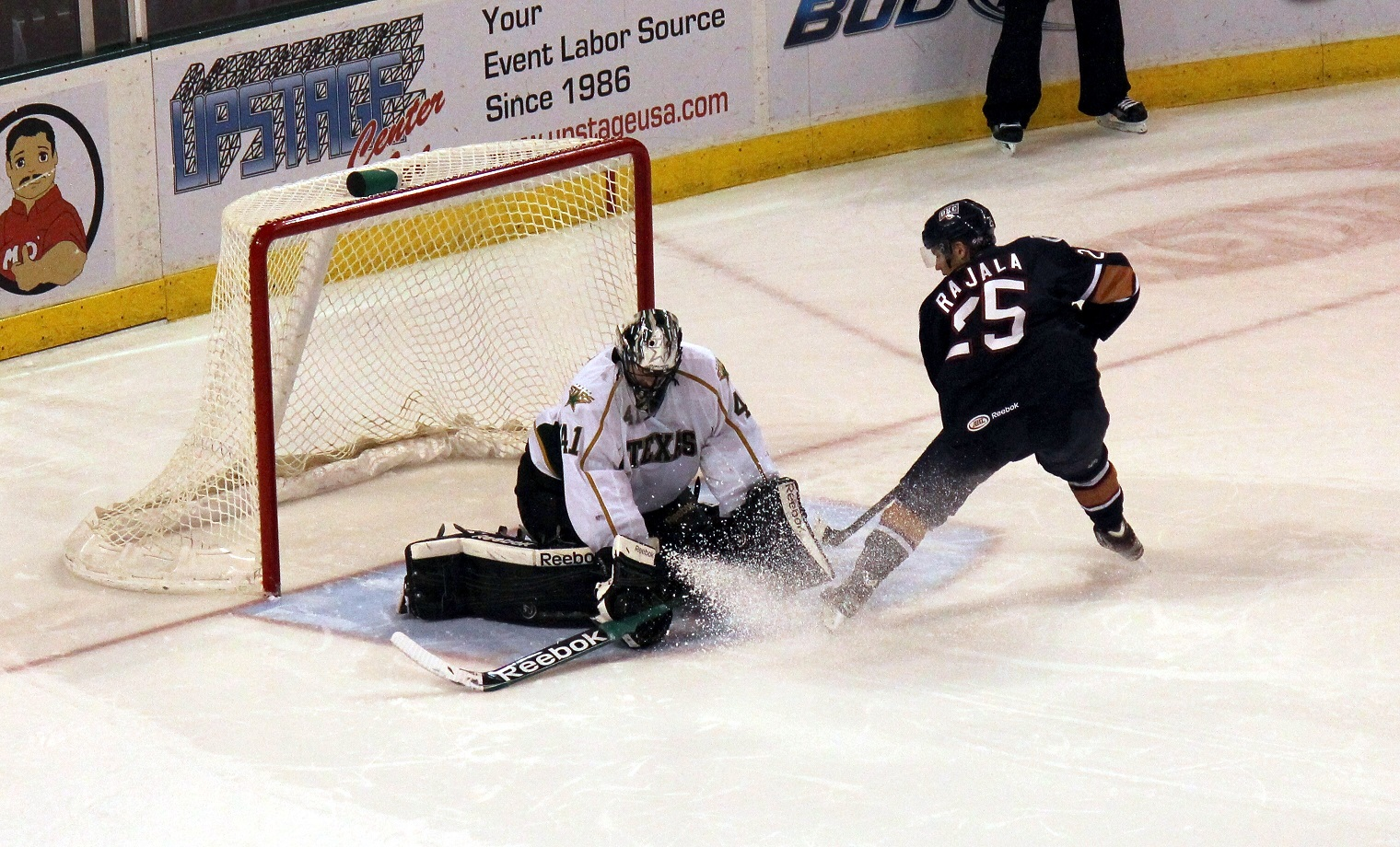
Cristopher Nihlstorp blockt einen Schuss von Toni Rajala, März 2013

In der Saison 2009/10 musste Nihlstorp mit dem Rögle BK den Abstieg in die HockeyAllsvenskan hinnehmen. Er selbst wechselte jedoch innerhalb der Elitserien zum Topklub Färjestad BK, mit dem er in der Saison 2010/11 als Stammtorwart auf Anhieb Schwedischer Meister wurde. Er selbst war vor allem in der Saison 2011/12 mit einem Gegentorschnitt von 1.90 in der Hauptrunde und 1.80 in den Playoffs sowie einer Fangquote von 92.8 Prozent in der Hauptrunde bzw. 93.8 Prozent in den Playoffs ein wichtiger Rückhalt seiner Mannschaft. Mit Färjestad schied er jedoch bereits im Halbfinale gegen den späteren Meister Brynäs IF aus.
Im Juni 2012 erhielt Nihlstorp einen Vertrag über ein Jahr Laufzeit bei den Dallas Stars und kam zunächst bei den Texas Stars in der American Hockey League zum Einsatz. Am 20. Januar 2013 gab er sein NHL-Debüt im Spiel gegen die Phoenix Coyotes, wobei er bis zum Ende der Saison auf fünf NHL-Spiele kam. Nachdem er auch die Folgesaison, von einem einzigen NHL-Einsatz abgesehen, bei den Texas Stars verbracht und mit diesen den Calder Cup gewonnen hatte, entschied sich Nihlstorp, in seine Heimat zurückzukehren und schloss sich im Juni 2014 den Växjö Lakers an.

## Erfolge und Auszeichnungen
- 2008 Aufstieg in die Elitserien mit dem Rögle BK
- 2008 Beste Fangquote der HockeyAllsvenskan
- 2011 Schwedischer Meister mit dem Färjestad BK
- 2014 Calder-Cup-Sieger mit den Texas Stars
- 2015 Schwedischer Meister mit den Växjö Lakers